# Distrikt Acobamba (Sihuas)
Der Distrikt Acobamba ist einer von 10 Distrikten der Provinz Sihuas in der Verwaltungsregion Ancash in Peru. Am 22. Juni 1962 wurde Acobamba offiziell zu einem Bezirk von Sihuas. Auf 153,04 km² Fläche lebten beim Zensus 2017 1612 Menschen. Im Jahr 1993 lag die Einwohnerzahl bei 1750, im Jahr 2007 bei 2004. Sitz der Distriktverwaltung ist die 3140 m hoch gelegene Ortschaft Acobamba mit 226 Einwohnern (Stand 2017). Acobamba liegt 26 km nordnordöstlich der Provinzhauptstadt Sihuas.

## Geographische Lage
Der Distrikt Acobamba liegt im Norden der Provinz Sihuas. Der Fluss Río Marañón fließt entlang der nordöstlichen Distriktgrenze nach Norden. Dessen linke Nebenflüsse Río Actuy und Río Mayas begrenzen den Distrikt im Südosten und im Nordwesten.
Der Distrikt Acobamba grenzt im Südwesten an den Distrikt Chingalpo, im Nordwesten an den Distrikt Conchucos (Provinz Pallasca), im Nordosten an die Distrikte Chillia und Taurija (beide in der Provinz Pataz) sowie im Südosten an den Distrikt Quiches.